# Potentilla michoacana
Potentilla michoacana är en rosväxtart som beskrevs av Per Axel Rydberg. Potentilla michoacana ingår i Fingerörtssläktet som ingår i familjen rosväxter. Inga underarter finns listade i Catalogue of Life.